# بوداق خان چگنی
بوداق خان یا بداق خان چگنی از حکام مشهور زمانِ صفویه است که از دوران شاه تهماسب یکم تا شاه عباس یکم، (سال ۱۰۱۵ هجری قمری) بر قسمت‌های گسترده‌ای از خراسان فرمانروایی داشته است. او آثار و ابنیه‌های زیادی بنا کرد و در آبادانی خراسان کوشید. بوداق خان از امرای یکی از ایلات بزرگ لر  ، یعنی «ایل چگنی» بود.

## زندگینامه
اوغلان بوداغ خان چگنی از مهمترين امرای ايران در دوره صفوی است که سال‌ها از زمان شاه تهماسب حفظ و حراست سرزمين بلازده خراسان را عهده دار بود و به خوبی از عهده تاخت و تاز ازبکان به اين خطه ی پهناور در می آمد و آنان را گوشمالی می‌داد. پس از فوت شاه تهماسب و فوت پسرش شاه اسماعيل که نوبت سلطنت سلطان محمد خدابنده پدر شاه عباس رسيد وی در اولين سال سلطنت خود در عزل و نصب جکام و امراء اقداماتی بعمل آورد و به فرمان او: «خبوشان و بعضي محال خراسان به بوداق خان چگنی تفويض يافت ...» يعنی در واقع بوداغ خان در منصب سابق خويش ابقاء گرديد.
در اواخر حکومت سلطان محمد که فتوری در همه امور روی داده و هرج و مرج پيش آمده بود، امراء خراسان از جمله بوداغ خان چگنی و اسماعيل قليخان چگنی و گنجعلی خان زيک کوشيدند تا شاه عباس را که اين زمان بعنوان وليعهد در هرات استقرار داشت به جای پدر به سلطنت برنشانند، و آن‌ها در هدف خويش موفق شده در سال 989 قمری رسماً در خراسان سلطنت شاه عباس را اعلام داشته و سلطان محمد را از سلطنت ايران عزل کردند.
اين زمان عليقلی خان شاملو لَه‌لِه شاه عباس و بيگلربيگی خراسان بود که در دارالسلطنه هرات اقامت داشت و تربيت شاه عباس بر عهده وی بود و مرشد قلی خان استاجلو حاکم مشهد بود.
مرشد قلی خان برای اينکه موقعيت خويش را در خراسان تقويت نمايد دختر بوداق خان چگنق را که از امرای مهم خراسان بود به همسری خويش درآورد. و سپس يا عليقلی خان به مخالفت برخاست و در جنگی که بين طرفين روی داد علی قلی خان شکست خورد و شاه عباس به زير سلطه مرشد قلی خان استاجلو در آمده به مشهد منتقل گرديد.
چندی بعد که مرشد قلی خان شاه عباس را برداشته از طريق يزد و کرمان متوجه نواحي مرکزی ايران گرديد که سلطنت شاه عباس را رسميت بخشد، برادرش ابراهيم خان سمت به معاونت وی برگماشت.
در سال 997 که شاه عباس دومين سال سالطنت خويش را آغاز کرد و از طريق فيروزکوه و دامغان عازم خراسان بود، چون از مرشد قلی خان استاجلو که اين زمان وزير اعظم و همه کاره او بود، بيمناک می بود، در محل بسطام شبانه او را در رختخواب به قتل رسانيد و ستاره اقبال طايفه استاجلو رو به افول نهاد و امرای اين طايفه از جمله ابراهيم خان برادر مرشد قلی خان که حاکم مشهد بود از مناسب خويش معزول گشتند.
شاه عباس از طريق اسفراين راه مشهد را در پيش گرفت و در بيرون دروازه مشهد با استقبال بوداق خان چگنی روبرو شد.
مولف عالم آرای عباسی مي گويد: شاه « بوداق خان چگنی را منظور نظر شفقت گردانيده به منصب والای لَلگی و اتابيگی [پسر خود] شاهزاده سلطان حسن ميرزا معزز و سربلند گردانيد و حکومت مشهد مقدس معلی نامزد او شد و الکاء خبوشان و محالی که سابقاً به او متعلق بود، به اولاد او حسنعلی سلطان و حسينعلی سلطان [چگنی] و ساير برادران تقسيم يافت.»
شاه عباس در مشهد بسياری از امرای قزلباش از جمله شاملو و استاجلو را که با مرشد قلی خان رابطه نزديکی داشتند يا معزول کرد و يا مقتول نمود. اوغلان بوداق چگنی هم که با مرشد قلی خان قرابت سببی و خويشاوندی داشت از اين عمل شاه عباس به وحشت افتاد و انديشيد که مبادا روزی اين شتر دم خانه او نيز زانو بر زمين نهد، از اين رو علاج واقعه را پيش از وقوع نموده با صوابديد پسرانش، سلطان حسن ميرزا پسر شاه عباس را برداشته از مشهد به خبوشان (قوچان) رفتند.
شاه عباس بعلل و مشکلاتی که با آن مواجه بود نتوانست به تعقيب بوداق خان بسوی قوچان لشکرکشی نمايد، لذا حکومت مشهد را به امت خان استاجلو [يکی از قاتلان مرشدقلی خان] تفويض نمود و خود با سپاه عازم هرات گرديد.
شاه عباس در هرات بود که خبر دست اندازی نيروهای عثمانی به نواحی نيروهای عثمانی به نواحی غربی کشور را استماع نمود، ناچار عازم آن ديار گرديده بوداق خان با استفاده از اين پيش آمد، رسماً سلطنت سلطان حسن ميرزا پسر شاه عباس را در قوچان اعلام داشت و روز بروز بر قدرت و نفوذ وی افزوده گشت و از اطراف و اکناف خراسان و ايران ناراضيان شاه عباس روی به قوچان آورده، آمادگی خويش از هدف بوداق خان را اعلام ميداشتند. بوداق خان قصد تسخير مشهد داشت که در اين هنگام واقعه ديگری روی داد و آن حمله عبدالمومن خان ازبک به خراسان بود که به محاصره چهار ماه مشهد و سرانجام قتل عام مردم مشهد گرديد که جانداری در آن شهر زنده نماند. بقول شاعر:
هوز اگر بفشارند خاک مشهد                  سفينه از شط خون تا به کربلا بدود
زنان و کودکان که به اسارت ازبکان درآمده بودند بين سپاهيان مغول تقسيم گشته به ماوراءالنهر فرستاده شدند. شاه عباس از ترس عبدالمومن خان در نزديکی تهران خود را به مريضی زد و به ياری مردم خراسان نيامد، فجايع و جناياتی که اين بار مغولان بر خراسان وارد ساختند، دست کمي از جنايات سپاهيان مغول عهد چنگيز نداشت. همگامی که ازبکان شهر مشهد را به مخاصره گرفتند، امت خان استاجلو حاکم مشهد پيکی به خبوشان فرستاد و از بوداق خان کمک خواست که از پشت سر از طريق رادکان سپاهيان ازبک را مورد حمله قرار دهد تا فشار اين قوم خونخوار بر شهر مشهد کاهش يابد و او بتواند از اين شهر مقدس دفاع کند. بوداق خان با ابومسلم چاوشلو و امامقلی خان قاجار و محمودخان صوفی اوغلی استاجلو و ديگر امرای حاضر در قوچان به خواسته امت خان پاسخ مثبت داده لشکر به خارج شهر فرستادند که خبر ناگوار ديگری دريافت داشتند و آن حمله نور محمد خان ازبک از اولاد و اعقاب جوجی پسر چنگيزخان بود که از مرو به سوی شهر نسا و ابيورد و باغباد در شمال شرقی قوچان تاخته و اين نواحي را بتصرف درآورده بسوی خبوشان پيشروی می کرد.
بوداق خان چگنی تصور کرد که او قصد تسخير خبوشان و پيوستن به سپاه عبدالمومن خان ازبک را دارد، از اين رو به مقابله شتافت تا او را از نيل به مقصود بازداشته با شکست دادن وی عبدالمومن خان را از محاصره مشهد باز دارد.
سپاهيان خبوشان در جنگ با نور محمد خان مغول ابتدا پيروزی چشمگيری بدست آوردند و بسياری از مغولان را به ديار نيستی فرستاده، آنها را وادار به فرار ساختند، اما بر اثر بی انظباتی نظامی پيش از پايان کار به جمع آوری آذوقه و اغنام و احشام و غارت چادرهای مغولان پرداخته بدان سرگرم شدند و علت اين بی انظباطی وجود جنگجويان خبوشان از ايلات و طوايف متعدد بود.
نور محمدخان که در حال فرار به اين امر واقف شد سپاهيان خود را وادار به بازگشت و حمله به خبوشان نمود. اين حمله مغولان چنان غافلگيرانه و غير منتظره بود که ايرانيان را سخت به محاصره افکند و آنها تا خواستند در مقام دفاع برآيند اکثراً کشته و اسير شده و چنان شکست سختی متحمل شدند که نظيرش را بياد نداشتند.
بوداق خان بسوی قوچان متواری شد و شرح واقعه را نوشته بوسيله پسرش حسينعلی سلطان برای شاه عباس فرستاد[3] و از گذشته های خود اظهار پشيمانی کرده وی را به حرکت بسوی خراسان و رسيدن به ياری امت خان و مردم مشهد دعوت نمود، اما همچنانکه مذکور شد شاه چنان از عبدالمومن خان ترسيده بود که جرات آمدن به خراسان را نداشت.
مدت شش سال نه تنها خراسان بلکه تمام سرزمينهای شرقی ايران در آتش بيداد و ويرانی مغول ها می سوخت و اين قوم غارتگر وحشی بار ديگر تا حدود دامغان و سمنان و نزديکی خوار و ورامين پيشروی و غارتگری کردند و برخی از سپاهيان آنها تا اران از توابع کاشان نيز پيش رفتند. در اين موقع وخيم و خطرناک بود که همچنانکه خواهد آمد شاه علی خان مير ايل جليل کرد چمشگزک که در خوار و ورامين سکنا داشت کمر همت به دفع و سرکوبی مغولان بست و در چند جنگ نيروی آنها را درهم شکست و متواری ساخت و به ياری فرهادخان قرامانلو راه حرکت شاه عباس بسوی خراسان را در سال 1004 قمری فراهم نمود، که شاه عباس پس از رسيدن به اسفراين بوداق خان چگنی را به حکومت و تجديد بنای آن شهر که در حمله مغول به کلی ويران شده بود مامور ساخت.
سال 1007 که دوازدهمين سال سلطنت شاه عباس و شکست سپاهيان ازبک در خراسان است، شاه عباس پس از وارد شدن به مشهد، بوداق خان چگنی را بار ديگر به حکومت مشهد منصوب نمود تا نسبت به تعمير اين شهر و رفع خساراتی که در طول چندين سال ويرانگری مغول ديده بود، اقدام نمايد.
همچنين بوداق خان ماموريت يافت نورمحمد خان ازبک را (که چندی پس از پيروزی بر بوداق خان چگنی و سپاهيان خبوشان، خودش نيز از عبدالمومن خان ازبک شکست خورده و به شاه عباس پناهنده شده بود) به حکومت موروثی و از دست رفته اش برساند.
بوداق خان در ذی حجه 1007 قمری بسوی ابيورد و نسا و مرو تاخت و با شجاعت و کفايتی که از خود نشان داد آن نواحی را از دست گماشتگان عبدالمومن خان خارج ساخته به نورمحمد خان ازبک تحويل داد. بوداق خان در ماوراءالنهر به فتوحات چشمگيری نايل آمده حاکم مرو که خالوزاده عبدالمومن خان بود وسيله «قورچيان عظام و غازيان چگنی که کالبرق الخاطف به طلب او شتافتند و کالهاله بالبدر او را در ميان گرفتند» دستگير شد و نيروی ازبک درهم شکست و نورمحمد خان بوسيله بوداق خان چگنی به تخت سلطنتی موروثی نشانده شد و خطبه و سکه بنام شاه عباس خوانده شد و ضرب گرديد. بوداق خان سپس به اردوی شاه عباس بازگشت و ماموريت های مهم ديگری را که از سوی شاه به او تفويض شده بود به بهترين وجه انجام داد.
بوداق خان تا سال 1012 قمری به تصريح عالم آرای عباسی حاکم قدرتمند مشهد و در نتيجه خراسان بوده است و پسرانش همگی مناصب و مشاغل مهمی داشتند.
در همين سال که شاه عباس از خراسان باز ميگشت چون ملاحظه نمود که نظرعلی سلطان شاملو شايستگی نگهداری سرحدات مرو و ماروچاق را ندارد، او را از حکومت آن ناحيه معزول نموده، يوسفعلی خان پسر بوداق خان چگنی حاکم مشهد را به حکومت و سرحد داری آن خطه مهم منصوب نمود و برادش بيرامعلی سلطان چگنی[4] را که سال 1006 قمری حاکم بسطام بود به معاونت وی در آن حدود الکاء داد و مايحتاج لشکر او از زر و اسلحه و يراق و ضروريات قلعه و آذوقه بر وجه لايق سرانجام يافت و حکومت مشهد مقدس به محراب خان شفقت شد.
بوداق خان چگنی از اين پس مامور همراهی در کنار شاه عباس ميشود، چون شاه از وجود وي در خراسان بيمناک بود، زيرا پسرامش همگی در سراسر نواحی شرقی ايران حکومت و امارت داشتند و ايل چگنی از نفوذ و قدرت زيادی برخوردار بود، که اگر بوداق خان می خواست ادعای استقلال کند يا برای شاه عباس بار ديگر دردسر فراهم نمايد، قادر بوده است. از اين رو شاه مصلخت نديده است او در خراسان باشد، اما هنگامی که به اسفراين رسيد دريافت که بدون وجود بوداق خان در خراسان، استقلال و امنيت اين خطه وسيله ازبکان از ميان ميرود، لذا او را مامور توقف در خراسان نمود و حکومت بلخ و هرات را نيز بر متصرفات او بيفزود.